# Градовци
Градовци (на македонска литературна норма: Градовци) е село в община Зелениково на Северна Македония.

## География
Селото е разположено в областта Торбешия.

## История
Църквата „Свети Георги“ е от XIII или XIV век.
В XIX век Градовци е село в Скопска каза на Османската империя. Според статистиката на Васил Кънчов („Македония. Етнография и статистика“) от 1900 г. Градовци е населявано от 400 жители българи християни.
В началото на XX век цялото християнско население на селото е под върховенството на Българската екзархия. По данни на секретаря на екзархията Димитър Мишев („La Macédoine et sa Population Chrétienne“) в 1905 година в Градовци има 280 българи екзархисти.
При избухването на Балканската война един човек от Градовци е доброволец в Македоно-одринското опълчение. След Междусъюзническата война селото остава в Сърбия.
На етническата си карта от 1927 година Леонард Шулце Йена показва Градовци (Gradovci) като сръбско село.
Според преброяването от 2002 година селото има 2 жители македонци.